# Un peu, beaucoup, à la folie
Un peu, beaucoup, à la folie... (He Loves Me) est un téléfilm canadien réalisé par Jeff Renfroe, et diffusé aux États-Unis le 7 mars 2011 sur Lifetime et en France le 7 novembre 2011 sur TF1.

## Synopsis
Laura, agent immobilier, demeure dans une magnifique villa avec son mari Nick et leur fille, Émilie. S'ils semblent filer le parfait amour, Laura n'est pas vraiment satisfaite et épanouie dans sa vie de couple, et va trouver refuge dans les bras de Sam, un musicien qui vit au jour le jour, et dont le côté baroudeur l'attire irrésistiblement. Il réveille en elle des sensations oubliées, et entretiennent une liaison dangereuse. Mais très vite, Laura est rongée par la culpabilité, et vit dans la crainte de mettre en péril ce qu'elle a construit. Elle décide alors sous les conseils d'une collaboratrice de consulter une psychologue, qui lui fera avouer un passé très douloureux. Très vite, Laura découvre que son mari entretient lui aussi une relation adultérine... Tiraillée entre le désir de sauver sa vie de famille, et son amour pour Sam, elle sera très rapidement rattrapée par de vieilles histoires faisant étrangement écho aux conclusions de sa psychologue...
Toute l'intrigue repose sur des ressorts narratifs bien connus, mais l'épilogue se veut tout à fait saisissant et poignant et invitant à une relecture complète du long métrage.

## Fiche technique
- Titre original : He Loves Me
- Réalisateur : Jeff Renfroe
- Scénario : Joyce Heft Brotman
- Photographie : Adam Sliwinski
- Musique : James Gelfand
- Durée : 85 minutes

## Distribution
- Heather Locklear (VF : Dominique Dumont) : Laura[1]
- Max Martini (VF : Patrick Béthune) : Sam
- Gabrielle Rose (VF : Blanche Ravalec) : Dr Browning
- Dylan Neal : Nick
- Megan Charpentier : Emily
- Rebecca Davis (en) : Giselle
- Luke Adam Cave : le joueur de piano
- Michelle Brezinski : Julia Lancaster
- Dena Ashbaugh : Nina Panker
- Dino Antoniou : Mover & Shaker
- Holly Dignard : Charlotte

Sources et légende : Version française selon le carton de doublage français.